# Schloss Ebelsberg

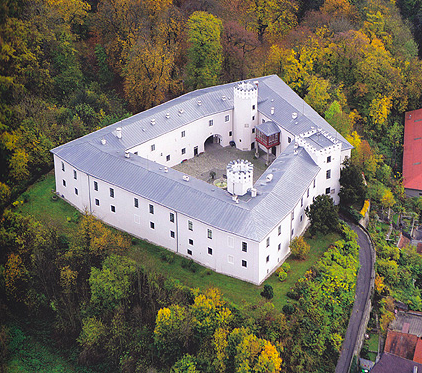
Schloss Ebelsberg, Luftaufnahme

Das Schloss Ebelsberg ist eine ehemalige Wehranlage im Stadtteil Ebelsberg der oberösterreichischen Landeshauptstadt Linz. Erstmals im Jahre 1154 erwähnt, war das Schloss über viele Jahrhunderte Schauplatz kriegerischer Auseinandersetzungen, von denen die Schlacht bei Ebelsberg im Jahre 1809 während der napoleonischen Kriege die bekannteste ist.
Das fast 900 Jahre alte Schloss war in den ersten 600 Jahren im Besitz der Passauer Bischöfe. Nach dem in der Schlacht von 1809 entstandenen  Brand war es für einige Zeit eine Ruine und stand zum Verkauf. Erst 1825 fand sich mit Baron Karl Theodor von Kast ein neuer Besitzer. Seine Familie besaß das Schloss bis 1974.
Gegenwärtig ist es im Besitz der Kast’schen Gutsverwaltung. Das Schloss wird für größere Veranstaltungen unter anderem des Kulturvereins Schloss Ebelsberg wie etwa Weihnachtsmärkte oder Konzerte genutzt.
Das Schloss Ebelsberg umschließt nahezu trapezförmig mit zwei Geschoßen, drei Türmen und zwei Toren einen Innenhof.
Das Linzer Tor führt zum Marktplatz, und dem Ennsertor schließt sich eine Kastanienallee durch den im 19. Jahrhundert angelegten Schlosspark an.

## Geschichte

### Anfänge
Über die Ursprünge des Schlosses Ebelsberg gibt es keine genaue Datierung. In der Mitte des zwölften Jahrhunderts trachtete sowohl Bayern als auch das Bistum Passau unter Bischof Konrad, dem Bruder Heinrichs II. danach, den Einfluss in Oberösterreich auszubauen. Durch die Lage an der Vereinigung der beiden Flüsse Donau und Traun eignete sich der nahegelegene Hügel für eine weite Sicht in das flache Land, um dort eine Verteidigungsanlage zu errichten. 1154 nannte Bischof Konrad diese Gegend Ebelesberc.
Damit begann die Herrschaft der Passauer Bischöfe, die mit wenigen Unterbrechungen 600 Jahre dauerte.

### Ausbau des passauischen Einflusses
In den späteren Jahrzehnten erwies sich Ebelsberg als besonders wichtig für die passauischen Bischöfe, die sich gerne in Österreich aufhielten. In einer politisch sehr unruhigen Zeit, in der vor allem Bayern seinen Einfluss im Raum des heutigen Oberösterreichs auszubauen versuchte, war der passauische Besitz aufgrund seiner Lage von wachsender Bedeutung. Später war der Ort Gegenstand eines Herrschaftsstreits zwischen den Bischöfen, den Otakaren, den Babenbergern und den bayerischen Wittelsbachern.
Die Passauer Bischöfe nutzten das Schloss als Winter- beziehungsweise Sommerresidenz und sicherten den gesamten Ort gegen Angriffe. Erste Auseinandersetzungen zwischen Herzog Leopold VI. von Österreich und Bischof Manegold von Passau vermutlich wegen des Mautrechts an der Traunbrücke im Ebelsberger Gebiet verliefen ohne tragische Folgen für das Schloss. Erst in den Jahren 1242–1244 wurde die Anlage bei Kämpfen zwischen Herzog Friedrich II. und Bischof Rüdiger verwüstet.

Schloss Ebelsberg, Nordseite

Im Jahre 1248 wurde sie unter großem Aufwand wiederhergestellt. Kurz darauf, um 1250, verstarb Bischof Rüdiger. Die Wahl eines Nachfolgers fiel abermals auf einen Geistlichen, der schon seine Kindheit dort verbracht hatte und die Gegend gut kannte, Otto von Lonsdorf. Sein Vater war seit geraumer Zeit Besitzer einer ähnlich großen Burg und genoss hohes Ansehen beim Hochstift. Bischof Otto von Lonsdorf wurde als eine sehr entschlossene und zielstrebige Person bezeichnet. Die übergeordneten Instanzen hofften, mit seiner Wahl den kirchlichen Besitzstand sichern zu können. Man erwartete von ihm, dass er die zerrüttete Herrschaft, vor allem in wirtschaftlichen Belangen, wieder neu organisierte.
Nach seinem Dienstantritt im Jahre 1254 wurde Ebelsberg als Ort für die Verwaltung auserkoren. 1255 übertrug Otto alle Verteidigungsmaßnahmen an Konrad von Hartheim und im Jahr darauf an Ulrich von Hartheim. Der Turm war mit einer Gruppe ausgebildeter Wächter unter dem Kommando von Herbord von Reut bemannt. Auf Passauer Burgen war die Bewachung des befestigten Turmes durch eine besondere Mannschaft üblich.
Da die Passauer mit finanziellen Problemen zu kämpfen hatten, verpachtete Otto von Lonsdorf 1256 das Ebelsberger Amt für jährlich 60 Pfund Wiener Pfennige. Die Mautbrücke erbrachte 70 Pfund Wiener Pfennige über einen Zeitraum von vier Jahren, wobei der Bischof zehn Pfund Selbstbehalt hatte. Weitere Pachteinnahmen gab es unter anderem für das Gericht in St. Pölten mit 80 Pfund und das Gericht in Eferding mit 30 Pfund. Ein Pfund Wiener Pfennige bestand aus 20.160 Pfennigen und eine Mastsau war damals etwa 40 Pfennige wert. Die Verpachtungen stellten somit eine große Einnahmequelle für Passau dar. Otto von Lonsdorf wirtschaftete sehr erfolgreich und mit den finanziellen Mitteln aus den Verpachtungen konnte die Restaurierung der Burg durchgeführt und die Bewachung aufrechterhalten werden.
Nach der starken Beschädigung 1242–1244 wurde das Schloss 1256 wieder aufgebaut. Die Bauarbeiten verursachten hohe Schulden, die der Bischof dem Geldgeber Ortolf von Volkenstorfer nicht zurückzahlen konnte. Deshalb pfändete dieser das Schloss und der Bischof sah sich gezwungen, die Schuld in Raten abzuzahlen, bis Ortolf von Volkenstorfer den Fehler beging, Witiko von Prčice und Blankenberg, einen hohen Amtsträger von Ottokar II. Přemysl, zu töten. Grund hierfür war, dass der neue Verwaltungsbezirk des Landes ob der Enns (Vorläufer des heutigen Oberösterreichs) der Krone unterstellt wurde.
Es stieß allgemein auf Unverständnis, dass nicht das prosperierende Ebelsberg, sondern die kleine Nachbargemeinde Linz, ein landesfürstlicher Besitz, die Verwaltungshoheit zugesprochen bekam. Ortolf von Volkerstorfer war mit der Entscheidung des Königs nicht einverstanden. Mit der Tat hatte er sich den König zum Feind gemacht und seine Machtposition geschmälert. Dadurch ergab sich für Otto von Lonsdorf die Gelegenheit, das Schloss wieder in den eigenen Besitz zurückzuholen, die Regelung wurde 1260 abgeschlossen.
Im späten 14. Jahrhundert wurde das Schloss abermals verpfändet. Eine nicht eindeutige Bischofswahl zwischen Rupert von Berg und Georg von Hohenlohe löste große Streitigkeiten aus und zog sogar einen Krieg nach sich. Wegen der ungeklärten Besitzverhältnisse wurde Ebelsberg an Hans von Liechtenstein abgegeben. Schon wenig später schaffte es Bischof Georg von Hohenlohe, die Burg 1398 wieder zu übernehmen. Er hielt sich dort gerne auf und das Schloss wurde zu einem vielbesuchten Ort der damaligen Prominenz, darunter Kölner und Weinsberger Bischöfe, sogar Kaiser Sigismund besuchte 1419 und 1422 Ebelsberg.

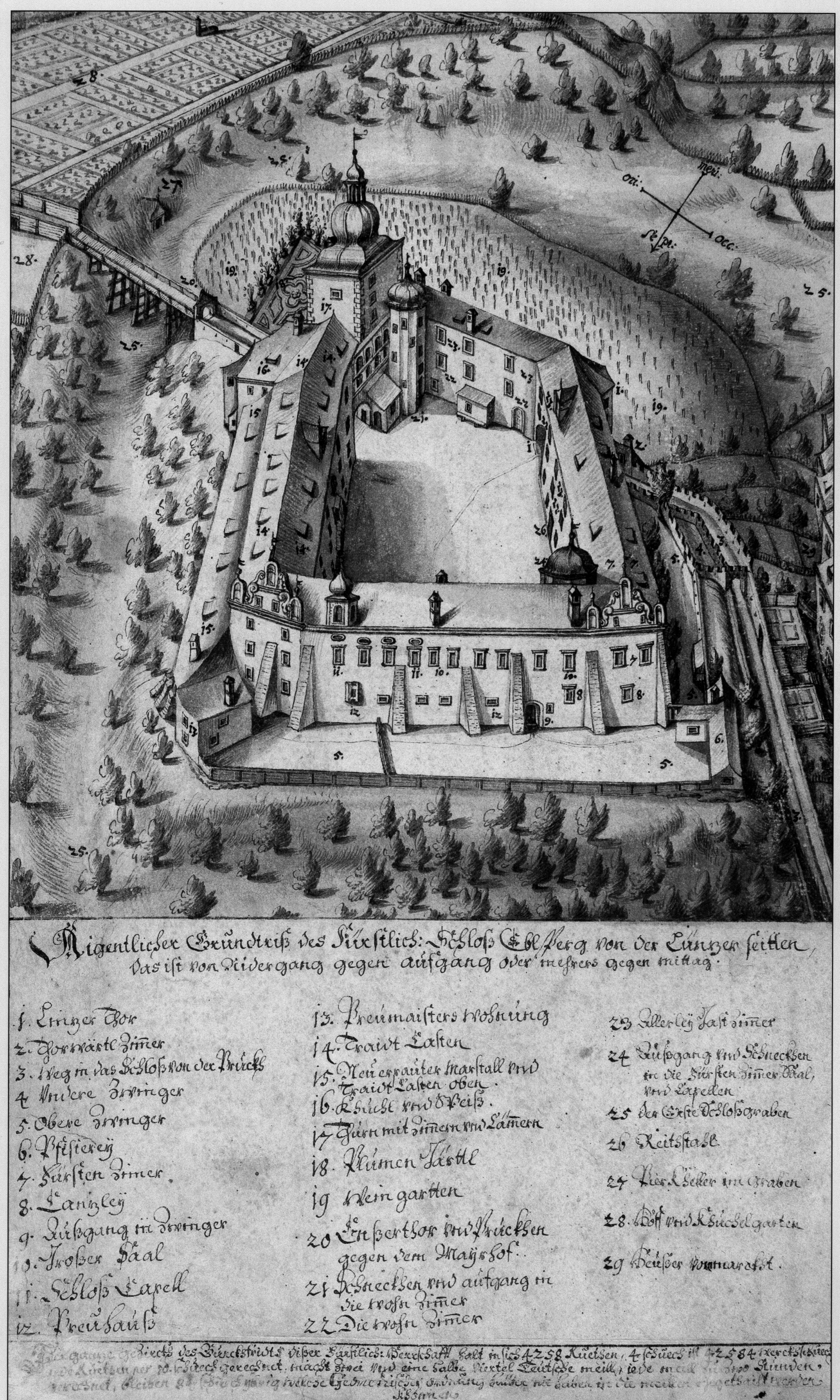
Schloss Ebelsberg, Zeichnung Clemens Beuttler, 1670

Bei einem Besuch Kaiser Friedrichs III. verfasste sein Sekretär Äneas Silvio Piccolomini die älteste Beschreibung des Schlosses in Latein in einem Brief an einen Freund. Den Brief, voll des überschwänglichen Lobes für den Bischof, erhielt dieser mit der Bitte um Korrekturlesen. Dies lohnte sich später für Piccolomini, indem er Pfarrer in Aspach im Innviertel wurde. Am Höhepunkt seiner Karriere wurde Piccolomini später als Pius II. Papst.
Der Brief beschrieb zum ersten Mal die genaue Lage des Schlosses und dessen Architektur. Piccolomini war fasziniert von der umgebenden Landschaft und beschrieb auch den Lauf der Traun und ihren Fischreichtum. Ein Abschnitt aus dem Brief gibt genaue Auskunft über das Bauwerk zu der damaligen Zeit.

„(Das Schloss steht) … drei Seiten hoch über der Ebene, und daher von Natur aus befestigt; an der vierten Seite hat es einen doppelten Graben und eine Brücke, die Gräben sind von beträchtlicher Tiefe. An dieser Seite ragt auch ein Turm gen Himmel; er ist ringsumher von Vorwerken geschützt, auf seiner Höhe haust ein Wächter, der mit Horn und Trompete beständig ruft und auch bisweilen ländliche Stückchen aufspielt. Die Mauer des Schlosses ist durchweg doppelt und an vielen Stellen dreifach. In der Mitte ist ein runder Platz, und hier fließt ein wundervoller Brunnen und lässt das Wasser aus zweimal sechs ehernen Röhren laufen. Der Brunnenrand ist marmorn und, von Säulen getragen, erhebt sich über ihm ein ehernes Zeltdach, eine wunderschöne Arbeit, die man dem Elcanor oder Polyklet zuschreiben möchte.“

Zur Zeit Piccolominis befand sich das Schloss in einem sehr guten Zustand. Es gibt keine genauen Angaben über die ersten Jahre des 16. Jahrhunderts. Eine Inschrift neben dem Schlosstor auf der Marktseite lässt annehmen, dass es in der Zeit zwischen 1542 und 1546 wiedererrichtet wurde. Casper Bruschius, als „wandernder Humanist“ bezeichnet, erwähnte in seinem Werk De Laureaco 1553 die Bauarbeiten von Bischof Wolfgang Graf Salm. In 1586 wurde das Schloss mit dem Markt und der Traunbrücke wieder Opfer einer Zerstörung, dieses Mal durch Feuer. Unter Bischof Urban von Trennbach wurde es in drei Jahren wieder instand gesetzt.
Im oberösterreichischen Bauernkrieg hatten die Bauern 1626 bei Ebelsberg ein Lager. Ob sich das Hauptquartier Stefan Fadingers im Schloss befand oder ob er dort verstarb, nachdem er nach Ebelsberg gebracht worden war, ist nicht bekannt. Am 25. Juli 1626 griffen die Kaiserlichen unter Hans Christoph von Löbel das Lager der Bauern an und besetzten Ebelsberg. Nach Angaben des Pflegers Hans Christoph von Thürheim wurden danach geplünderte Getreidekästen und leere Weinkeller im Schloss gefunden.

### Ende der passauischen Herrschaft

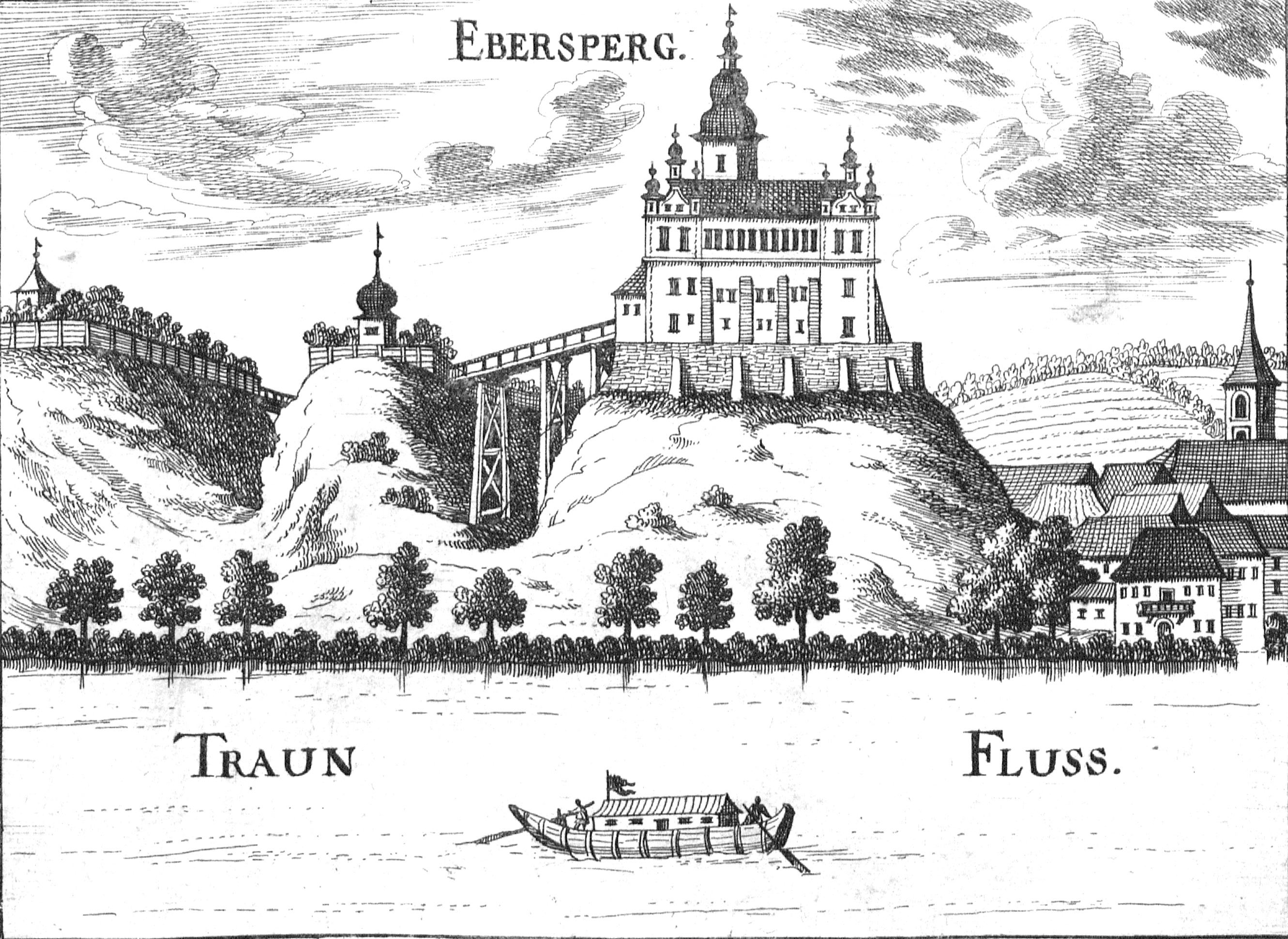
Schloss Ebelsberg nach einem Stich von Georg Matthäus Vischer von 1674

Nach mehreren Jahrhunderten unter passauischer Herrschaft hatte sich das Schloss in der zweiten Hälfte des 18. Jahrhunderts zu einem kulturellen Zentrum entwickelt. Auch Wolfgang Amadeus Mozart wohnte 1783 dort einer Opernaufführung bei.
Im gleichen Jahr starb der Passauer Bischof Kardinal Firmian. Er erlebte nicht mehr, dass Kaiser Joseph II. sämtliche Besitzungen des Hochstiftes Passau in Oberösterreich durch Landeshauptmann Graf Thürheim beschlagnahmen ließ. Die Beschlagnahme wurde zwar in einem Vergleich 1784 rückgängig gemacht, doch musste Passau auf sämtliche Diözesanansprüche verzichten. Im Gegenzug gründete man die Diözesen Linz und St. Pölten, woran sich Bischof Josef Graf Auersperg auch noch finanziell beteiligen musste. Die Bedeutung des Schlosses Ebelsberg nahm schlagartig ab.
Die Säkularisation durch den Reichsdeputationshauptschluss im Jahre 1803 bedeutete schließlich das endgültige Aus der passauischen Herrschaft Ebelsberg.

### Das Gefecht von Ebelsberg 1809
Zu Beginn des 19. Jahrhunderts war Napoleon Bonaparte im Zenit seiner Macht. Mit dem Niedergang der Zweiten Koalition kurz nach der Jahrhundertwende und der Gründung des Rheinbundes 1806 bröckelte der Widerstand gegen die französische Vorherrschaft in Zentraleuropa – sehr zur Besorgnis Österreichs. Schon neun Jahre zuvor war Napoleon, beflügelt durch Erfolge in Norditalien, zum ersten Mal in die Kerngebiete Österreichs einmarschiert - mit einem Frontverlauf bis kurz vor dem Semmering -, und es war zum Frieden von Campo Formio und zur Beendigung des Ersten Koalitionskrieges gekommen. Mit Argwohn wurde deshalb von österreichischer Seite der Ausbau der französischen Einflussnahme in den deutschen Gebieten verfolgt, mit dem Bewusstsein, die letzte Entität innerhalb Zentraleuropas zu sein, die Frankreich noch etwas entgegenzusetzen hätte. Dies, zusammen mit der in dem Frieden vereinbarten Gebietsabtretungen im Osten Österreichs, bewirkte eine kollektive Ablehnung der französischen Interessen und führte zu einem starken Nationalempfinden, das durch die Proklamation des Kaisertums Österreich noch bestärkt wurde.
Nach einigen Rückschlägen im bayerischen Landshut und besonders in Regensburg befanden sich die Österreicher im Abwehrkampf. Bis Anfang Mai hatte Napoleon seinen Gegner nach Oberösterreich zurückgedrängt, als Feldmarschallleutnant Hiller am 2. Mai in Linz eintraf und sich mit den anderen Truppen vereinigte. Verteidigungsstellung war wie 1805 der Ort Ebelsberg, da er im sehr ebenen Linzer Großraum einige taktische Vorteile bot. Gegen den aus Norden anrückenden Feind stellte die Traun mit ihren mitunter sehr steilen Böschungen ein wesentliches Hindernis für einen zügigen Angriff dar. Nach der Mündung in die Donau nördlich von Ebelsberg deckte letztere, als breiter, brückenloser Fluss nach Südosten fließend, hauptsächlich die Flanke ab. Für eine Verteidigungsstellung boten der Schlossberg und die massiven Mauern des Schlosses Schutz gegenüber einem feindlichen Steilfeuerbeschuss. Der dem Schloss benachbarte Gloriettehügel gewährte einen guten Ausblick und die Möglichkeit, den Bereich der Traunbrücke mit eigener Artillerie unter Feuer zu nehmen.

Gefecht von Ebelsberg 1809

In der Nacht zum 3. Mai wurden die österreichischen Truppen ab zwei Uhr morgens von Linz in den Raum Ebelsberg verlegt, ein schier endloser Tross an Soldaten, Pferden, Wagen und Geschützen. Die Traunbrücke war dabei erwartungsgemäß ein Nadelöhr. Noch während des Übersetzens entbrannten erste Gefechte bei Hart und Scharlinz. Eine Verspätung der Teile des fünften Armeecorps unter Feldmarschallleutnant Schustekh machte den Plan, die Traunbrücke hinter den Österreichern mittels einer vorbereiteten Sprengung zu zerstören, zunichte. Ein wildes Gefecht entstand bereits auf der Brücke. Die Artillerie feuerte beiderseits in die kämpfenden Franzosen und Österreicher. Unter hohen Verlusten gelang es den Franzosen, die Brücke zu überwinden. Am südlichen Traunufer blickten die Angreifer auf einen leergefegten Marktplatz und bemühten sich, den geschaffenen Brückenkopf zu sichern. Auf die vorrückenden Teile setzte aus allen Fenstern des Schlosses Beschuss ein, unterstützt durch die in den Markthäusern verschanzten Soldaten und Artilleriefeuer auf der Brücke.
Es verging einige Zeit, in der die Franzosen mit dem Marktplatz beschäftigt waren und dem Schloss noch immer kaum Wichtigkeit beimaßen. Die dort postierten Truppen konnten beinahe ungehindert in die vorrückenden Feindreihen feuern. Erst als die im Schloss eingesetzten Teile zwei eilig herangebrachte französische Artilleriegeschütze mit gezielten Schüssen außer Gefecht setzten, erkannte man die Lage und versuchte erstmals den Sturm des Schlossberges. Es folgten einige vergebliche Versuche, das Schloss in französische Hand zu bekommen, die Österreicher verteidigten es nicht zuletzt vehement, da es den Weg zu den dahinter stehenden Kanonen traunabwärts blockierte, welche nun in voller Stärke die nachrückenden Franzosen unter Beschuss nehmen konnten.

Erst gegen Nachmittag – mittlerweile stand ein Großteil des Ebelsberger Marktplatzes in Flammen – unternahm Oberst Pouget mindestens bataillonsstark einen ernsthaften Versuch, das Schloss zu erobern. Die aus den Schießscharten des Schlosses feuernden Österreicher fügten den vordersten drei Kompanien empfindliche Verluste zu. Pouget ließ seine besten Schützen zu sich kommen, um mit gezielten Schüssen die unbeweglichen Österreicher niederzuhalten, während Pioniere in diesem Schutz begannen, die Schlosstore zu bearbeiten.

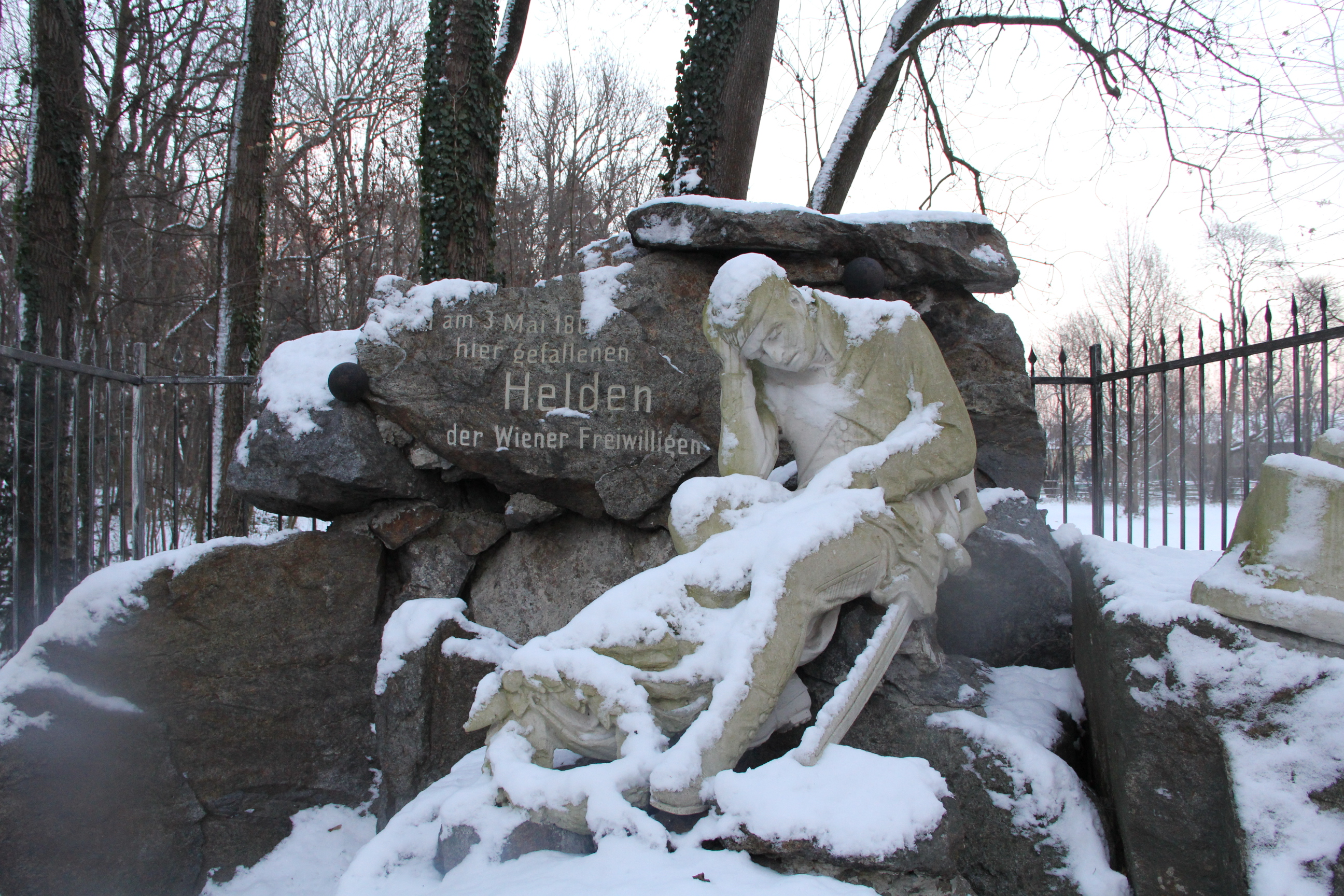
Kriegsdenkmal zum Gefecht gegen Napoleon

Mit der Zerstörung der Schlosstore stiegen französische Truppen durch Kellerfenster ins Schloss ein, was einen grässlichen Bajonettkampf in den Gebäuden nach sich zog. Im Angesicht der unaufhörlich nachkommenden französischen Einheiten ergaben sich die verbliebenen Österreicher. Das Schloss und wenig später der gesamte Markt Ebelsberg fielen Napoleon in die Hände. Dieser verbrachte die Nacht dort, entgegen einigen Quellen nicht in einem Haus, sondern im kaiserlichen Zelt, um am nächsten Tag die abrückenden österreichischen Truppen in Richtung Enns weiterzuverfolgen.

### Kauf durch Familie Kast 1825

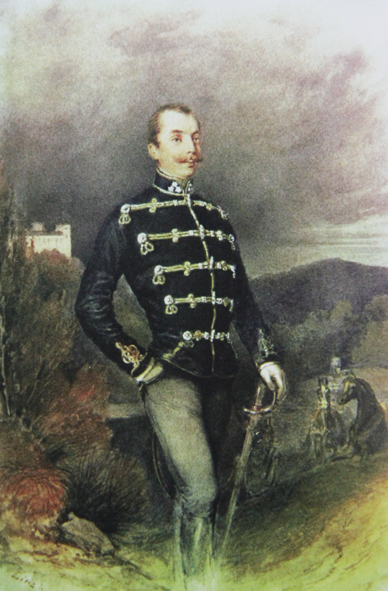
Llewellyn von Kast, Schlossherr von 1875 bis 1885

Als das Schloss 1824 zum Verkauf angeboten wurde, interessierte sich vorerst niemand für die damalige Ruine, die seit dem Gefecht von 1809 in ihrem kläglichen Zustand belassen worden war. Erst 1825 fand sich mit Baron Karl Theodor von Kast ein Käufer. Der Diplomat begann sofort mit der Renovierung des Schlosses und der dazugehörigen Anlage. Nachdem sämtlicher Schutt der zerstörten Obergeschoße im Hof abgelagert worden war und sich dessen Niveau damit um etwa zwei Meter gehoben hatte, musste der ursprüngliche Haupteingang an der Marktseite geschlossen und in Richtung Schlosspark verlegt werden. Gleichzeitig wurde der Park nach englischem Vorbild neu angelegt.

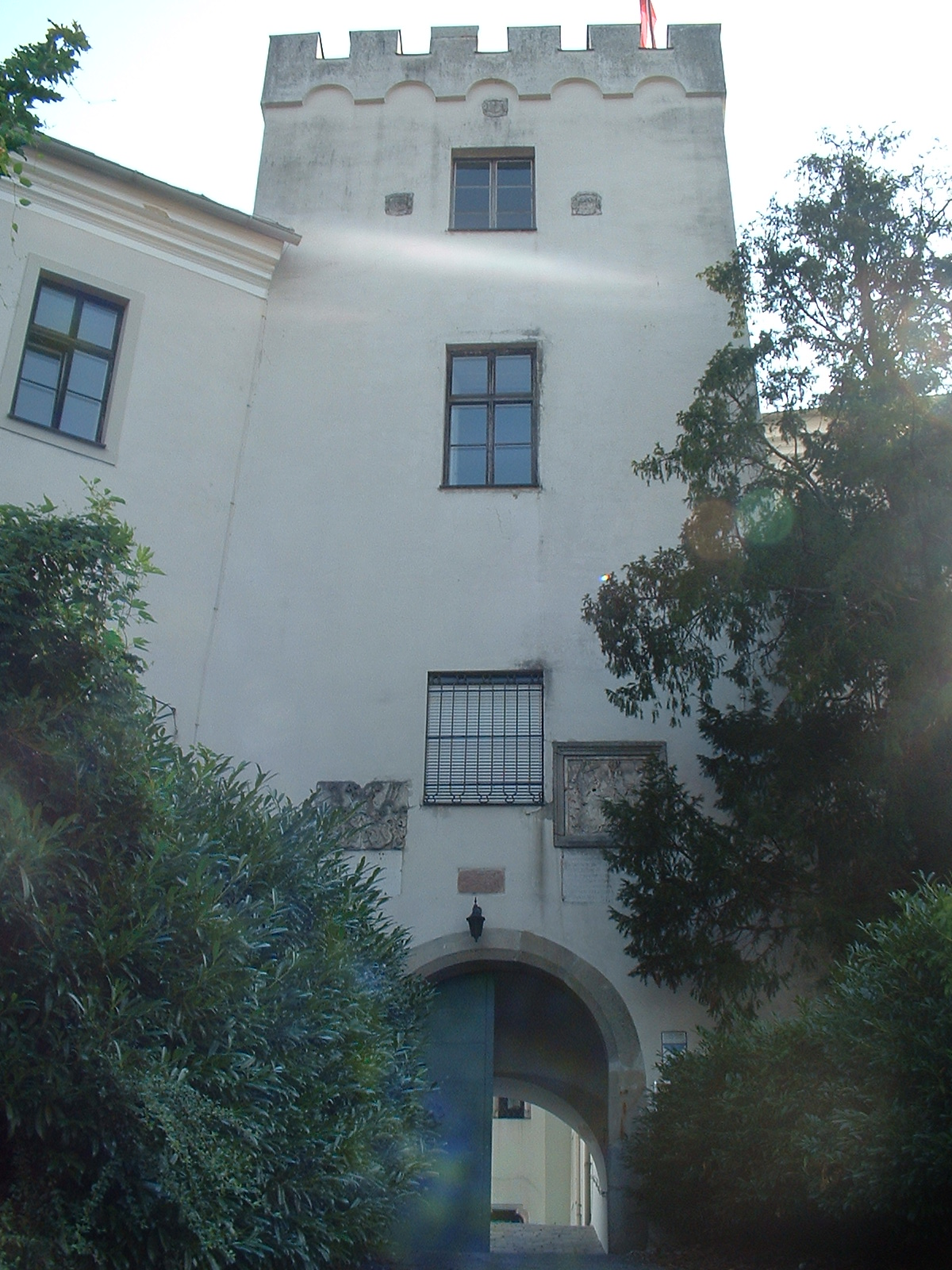
Schloss Ebelsberg, Linzer Tor

Ebelsberg begann sich langsam von den Kriegsschäden zu erholen und erreichte einen für die damalige Zeit angesehenen Wohlstand. 1848 hob Kast die bäuerlichen Untertanenverhältnisse auf. Dies führte zu einem gewissen Verfall der Herrschaft. Aber in den folgenden Jahren konnte Kast durch Ankauf von Grundstücken und Bauerngütern die Herrschaft Ebelsberg und Sierning neuerlich zu einem bedeutenden Besitz erweitern. Karl Theodor Freiherr von Kast starb 1875 im Alter von 80 Jahren und hinterließ die Anlage seinem Sohn Llewellyn Baron Kast.
Nach dessen Ableben 1885 übernahm seine Witwe Sophie Baronin Kast den Besitz. Sohn Michael Baron Kast, ab 1903 Schlossherr, betätigte sich vor allem in der Politik. Nachdem er ab 1897 das Amt des oberösterreichischen Landeshauptmannes bekleidet hatte, wurde Kast im März 1898 zum k.k. Ackerbauminister ernannt. Doch bereits im Oktober trat die gesamte Regierung zurück und so schied auch er aus dieser Funktion aus. Kast wurde noch im selben Jahr zum Ebelsberger Ehrenbürger ernannt. Die Besitzerreihe wurde mit Johann Baron Kast (Bruder von Michael; 1932–1955) und seinen Töchtern Baronin Anna Kast bzw. Baronin Sophie Morsey (1955–1974) fortgesetzt. Das Bild der beiden Baronessen, die sonntags in Gummistiefeln die Patronatsempore in der Pfarrkirche erklommen, ist so manchem Ebelsberger noch vor Augen. Das Gebäude wurde ab 1978 zum letzten Mal generalsaniert. Bei den unter der Leitung von Erwin M. Ruprechtsberger durchgeführten Grabungen wurde neben römerzeitlichen, gotischen und neuzeitlichen Keramikbruchstücken auch eine große Anzahl menschlicher Skelettreste entdeckt, die Rückschlüsse auf die durchschnittliche Körpergröße und Lebenserwartung von Frauen und Männern im Hochmittelalter zulassen.
Schloss Ebelsberg gehört heute noch den Nachkommen der Familie Kast.

### Schäden durch den Orkan Kyrill
Im Jahre 2007 hinterließ der Orkan Kyrill seine Spuren am Schloss Ebelsberg und beschädigte das Dach des über 600-jährigen Gebäudes sehr stark. Da die Allee mit den Kastanienbäumen besonders gefährlich war, stellten die Bewohner des Schlosses ihre Autos im Hof ab. In der Nacht hörte man ein lautes Geräusch und vermutete, dass einige der Bäume beschädigt wurden. Kurz darauf stellte sich heraus, dass das Dach des Schlosses mit dem gesamten Gebälk in den Hof gestürzt war. Einige Zeit später stürzte im Westtrakt der restliche Dachteil ab. Auch der Nordturm wurde beschädigt. Unbeschädigt blieben der Brunnen in der Mitte des Hofes und der Holzerker.
Die Dächer auf der Nord- und Westseite waren erst 2005 renoviert worden. 2007 waren die Dächer der Süd- und Ostseite sowie das Pförtnerhaus an die Reihe gekommen.

## Bauliche Entwicklung des Schlosses
Die Baugeschichte des Schlosses wird in sechs Bauphasen eingeteilt:

### Bauphase I: Torturm
Aus der ältesten Bauphase des Schlosses stammt der Stumpf des ehemaligen Torturms, der nach archäologischer Untersuchung das erste Bauwerk auf dem gewachsenen Lößboden des Schlossberges war. 1255 wurde der Turm erstmals erwähnt. Piccolomini beschrieb 1444 in einem Brief die schon damals existierenden Obergeschoße mit einem umlaufenden Wehrgang. Auf der Spitze habe sich eine Spähposition befunden. Die Obergeschoße des Turmes wurden im 15. Jahrhundert umgebaut, um wohnlichere, hellere Zimmer zu gewinnen. Nach den Beschreibungen des Urbars war der Turm sechs Geschoße hoch. Ausgrabungen lassen vermuten, dass der südöstliche Torturm des Schlosses etwa im zwölften Jahrhundert errichtet wurde. Man nimmt an, dass das Gebäude im Südosten durch einen doppelten Graben geschützt und von einer mehrfachen Mauer umgeben war. In der Mitte der Anlage befand sich ein Hof mit einem Brunnen.

### Bauphase II: Zerstörung und Wiederaufbau 1242 bis Anfang 16. Jahrhundert
Nach der Zerstörung der Burg im Konflikt zwischen Friedrich II. und Bischof Rüdiger von Passau in den Jahren 1242–1244 wurde die Burg wieder aufgebaut und wahrscheinlich erweitert. Die Wiederherstellung dauerte bis 1255, dabei wurde zum ersten Mal der befestigte Turm erwähnt, der die Sicherheit des Bischofs gewährleisten sollte. Der restliche Teil der Anlage bestand aus Wohn- und Wirtschaftsgebäuden. Das genaue Aussehen des Schlosses im 13. und 14. Jahrhundert ist nicht sicher bekannt. 1444 wurden die drei geschlossenen Fronten entlang der Steilseiten des Burgberges und die beiden Halsgräben mit Brücken nach Osten beschrieben. Die vorher isoliert stehenden Bauteile bildeten damit einen geschlossenen Komplex. Man kann davon ausgehen, dass es das Linzer Tor zu dieser Zeit noch nicht gab. Wann die Zwingeranlage im Westen errichtet wurde, ist nicht bekannt. Im Brief von Piccolomini wurde diese mit einer dreifachen Mauer um die Burg verglichen. Die Beschreibung von Piccolominis aus dem 15. Jahrhundert zeigen einige Ähnlichkeiten mit der Zeichnung von Clemens Beuttler und der Grundriss von 1797. Auf diesem Grundriss sind auch die beiden Brunnen zu sehen, ein dritter Wasserzulauf wurde ebenfalls erwähnt. Im 16. Jahrhundert wurden die Fronten vereinheitlicht, geglättet und durchlaufende Trakte geschaffen. In dieser Zeit wird auch der Bau der Stiege vermutet.

### Bauphase III: Restaurierung unter Bischof Wolfgang Graf von Salm
Anfang des 16. Jahrhunderts wurde das Schloss vernachlässigt, jedoch von Bischof Wolfgang Graf von Salm (1540–1555) durch Reparaturarbeiten wieder restauriert. Fensterstöcke, Vordächer, Böden des Turmes und die Küche wurden instand gesetzt und einige Stiegen repariert. Dabei wurde auch das Brauhaus errichtet, das bis 1559 die Herrschaften in der Umgebung versorgte. Gleichzeitig wurde in Linz ebenfalls eine Brauerei eröffnet, die der Ebelsberger Grenzen setzte. 1546 wurden die Bauarbeiten auf einer Wappentafel links neben dem Schlosstor an der Marktseite beschrieben. Die Erneuerungsarbeiten fanden in zwei Werke des Humanisten Kasper Bruschius Eingang.

### Bauphase IV: Brand von 1586, 1589 Wappenstein Bischof Urban von Trennbach

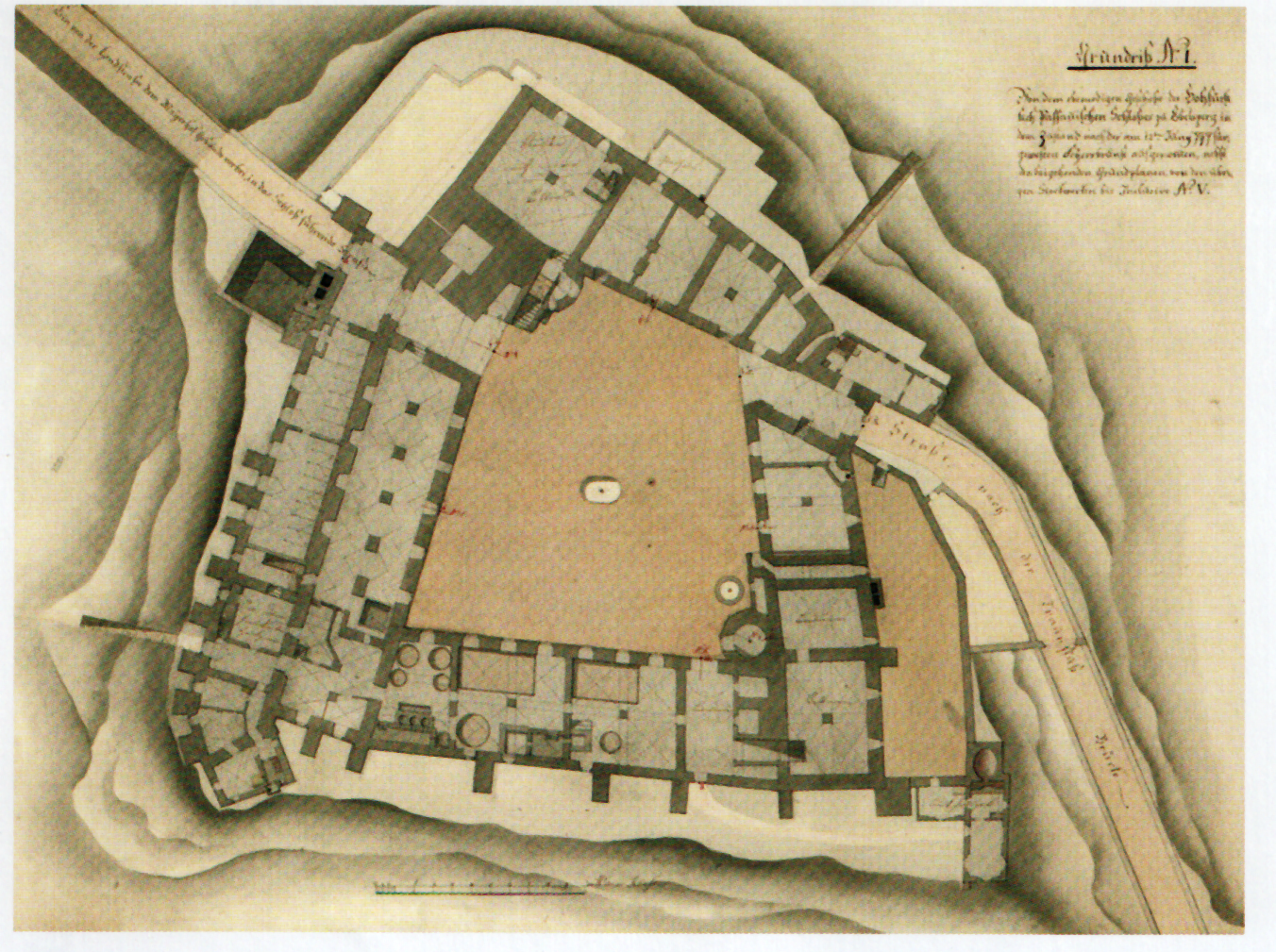
Schloss Ebelsberg, Grundriss von 1799

Ein Brand im Jahr 1586 zerstörte das Schloss, den Markt und die Ebelsberger Traunbrücke. Der Wiederaufbau unter Bischof Urban III. Trennbach dauerte bis 1589. Dabei handelte es sich nicht um einen Neubau, da die Innenstruktur zu unregelmäßig ist und die beiden polygonalen Treppentürme mit Sicherheit schon davor, Mitte des 16. Jahrhunderts, entstanden. Die seitlichen Schaugiebel des Nordtraktes zeigten Mitte des 17. Jahrhunderts einen mittleren und zwei seitliche Rundtürmchen mit Turmhelmen, die der Renaissancezeit zuzurechnen waren. Auf der Zeichnung von Beuttler waren diese bereits durch Nischen ersetzt. Eine Tafel auf der rechten Seite des marktseitigen Schlosstores gibt Auskunft über die Zerstörung und die Renovierungsarbeiten.

### Bauphase V unter Bischof Wenzel (1667–1824)
Während der Amtszeit des Bischofs Wenzel wurden die Kapelle und der große Saal umgebaut und der lange Stall neu errichtet. Im Grundriss von 1797 sind diese Bereiche bis auf das erst im 19. Jahrhundert gebaute Gangsystem zu sehen. Die genaue Gliederung des Erdgeschoßes und dessen Einteilung ist nur teilweise im Plan enthalten, nur die Außenseite des Südtraktes ist sichtbar. Im Nordtrakt bei der alten Brauerei wurden noch vorhandene Reste des Zugangs zum Zwinger wieder eingesetzt. Der Westtrakt wurde bei der Errichtung der Außenwand des Südflügels im 19. Jahrhundert stark verändert. Die hohen Wandschienen auf der Innenseite am Gang erinnern an den alten Bau beim Südflügel, wie er auch auf der Abbildung von 1824 zu sehen ist.

### Bauphase VI: Die Erneuerung des Schlosses nach 1826 durch Baron von Kast

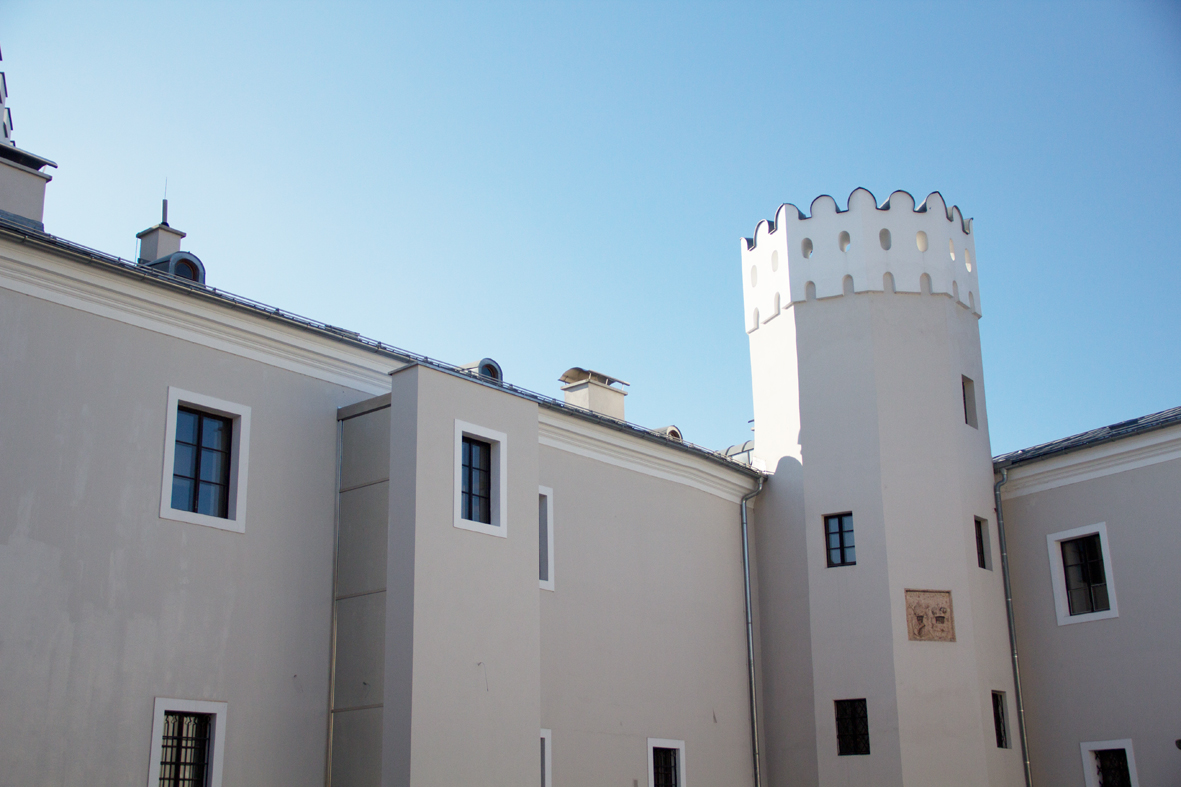
Schloss Ebelsberg Innenhof

Ein Brand gegen Ende des 18. Jahrhunderts und die Zerstörung des Schlosses beim Gefecht 1809 hatten den Zustand des Schlosses außen und innen verschlechtert. Nach der Übernahme durch Baron von Kast 1825 erhielt die Anlage die heutige Innengliederung mit einem den Hof umlaufenden Gangsystem; im Südflügel wurde eine große Haupttreppe eingebaut. Die Bauarbeiten machten Stützungsmaßnahmen im Erdgeschoß notwendig. Waren die Trakte vor der Erneuerung in ihrem Niveau sehr unterschiedlich, wurde um 1827 das oberste Geschoß kassiert und die restlichen Geschoße auf die gleiche Höhe gebracht. Die Flügel hatten unterschiedliche Funktionen. Der Ostflügel und die Untergeschoße des Nordtraktes waren für wirtschaftliche Zwecke vorgesehen, im Westflügel wurden Verwaltungsangelegenheiten erledigt und der Südtrakt war Repräsentations- und Wohnzwecken gewidmet.
Die Wiederaufbauarbeiten des Schlosses nach 1827 unter Baron von Kast werden in der Literatur als „relativ sparsame Neuadaption bezeichnet“. Damals erhielt das Dach einen Unterbau; damit wurde das flache Profil des Gebäudes ein wenig angehoben. Die Treppentürme und das Linzer Tor wurden mit einem Zinnenkranz geschmückt. Die Treppenanlage und die salettlartige Holzveranda über dem hofseitigen Eingang gelten für diese Bauphase als besonders charakteristisch.

## Architektur
Die Lage auf einem Hügel lässt das Schloss als einheitlichen Baukörper über dem Stadtgebiet erscheinen. Die Anlage bildet ein Viereck und ist zweigeschoßig, vom trapezförmigen Innenhof aus lässt sich kaum die ursprüngliche Bauform erahnen. Der Bau hat zu einem großen Teil die ursprüngliche Größe zu Beginn der Neuzeit behalten, ist aber um ein Stockwerk niedriger. Er enthält auch Baureste aus dem ersten Drittel des 13. Jahrhunderts, der frühesten Bauphase des Schlosses. Die Türme wurden in der ersten Hälfte des 19. Jahrhunderts erbaut und die Fassaden erneuert.

### Äußeres
Der zweigeschoßige Komplex beschreibt ein unregelmäßiges Viereck mit glatten Fassadenfronten und sehr flachen Satteldächern. Die sonst ungegliederte Außenfassade ist nur durch das Linzer und das Ennser Tor betont. Das Ennser Tor springt an der Ostfassade einachsig vor. Über dem korbbogigen, mit Keil- und Kämpfersteinen versehenen Steingewände befindet sich ein waagrechtes Sims mit drei Wappensteinen. Links ist durch die verbreiterte Fensterachse der ehemalige Wehrturm erkennbar.
Das Linzer Tor im Westflügel ist höher als das übrige Gebäude und endet mit einem Zinnenkranz mit Blendbögen unterhalb des Flachdaches.
Die Einfahrt des Ennser Tores hat ein Kreuzgewölbe zwischen Gurten (nach 1826). An der Südwand ist das mittelalterliche Mauerwerk des Torturmes sichtbar. Im Westflügel fällt das Linzer Tor vom heutigen Niveau des Hofes zum äußeren Portal um mehr als einen Meter ab, da der Hof nach 1825 mit Bauschutt erhöht wurde. Die Toreinfahrt hat ein Tonnengewölbe mit gratigen Stichkappen (16. Jahrhundert).

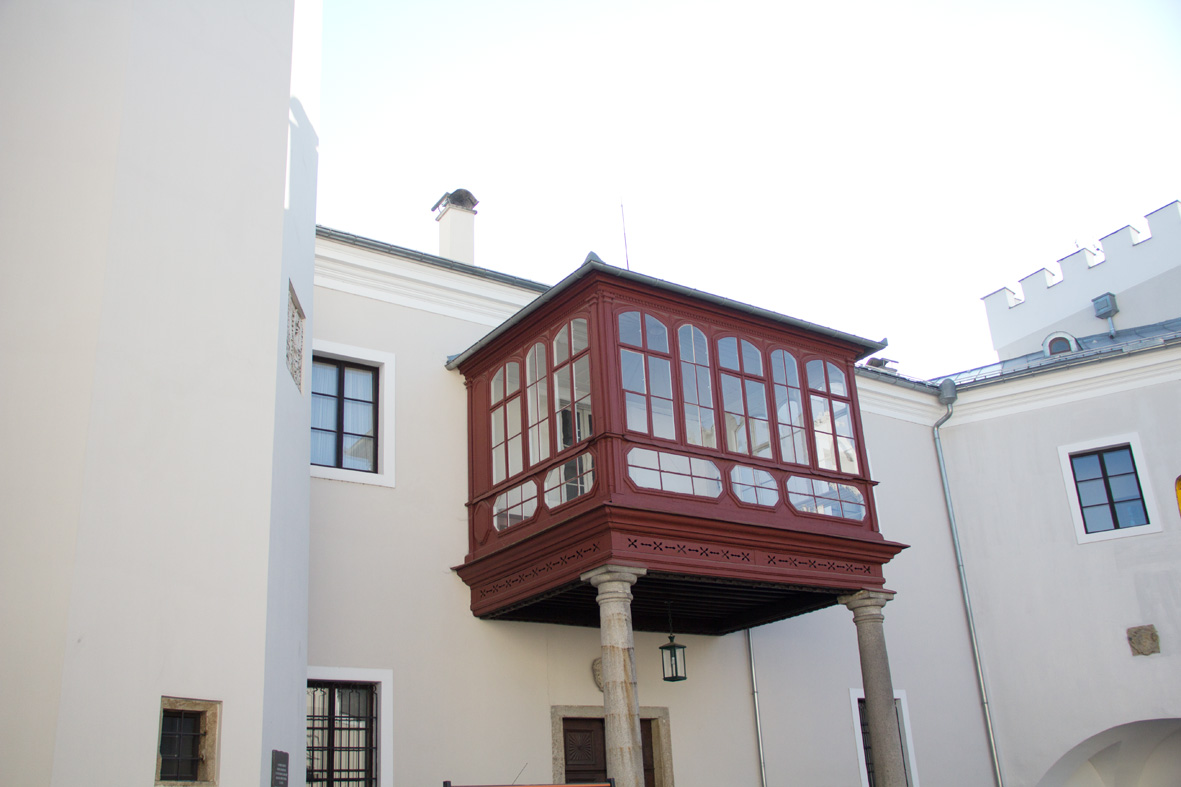
Schloss Ebelsberg, Balkon

An der Südwand des Hofes befindet sich ein hölzerner verglaster Balkon über zwei dorischen Säulen aus Granit. Es diente als Vorbau für das im 19. Jahrhundert errichtete Treppenhaus. Unter dem Verandavorbau befindet sich das wappenbekrönte Portal zur Hauptstiege, das bis 1987 von je zwei kannelierten Stuckpilastern mit Kapitellen gerahmt war.
In der Mitte des Hofes prägt ein Delphinbrunnen aus dem 19. Jahrhundert das Bild. Das breite und runde Brunnenbecken hat in der Mitte eine quadratische Balustersäule mit einer flachen muschelförmigen Schale, die von drei wasserspeienden Delphinen getragen wird.

### Keller
Der Keller besteht nur noch aus dem zweigeschoßigen Geviert im Süd- und Westtrakt. Der ehemalige Bierkeller im Nordtrakt ist verschüttet, im Osttrakt gibt es keine Unterkellerung. Die Kellerräume sind unverputzt, dort ist die originale Mauerstruktur deutlich erkennbar. Im quadratischen großen Weinkeller trägt ein viereckiger Mittelpfeiler aus Hausteinen vier spitzbogige Kreuzgewölbe aus Ziegeln. Die Seitenwände sind unterschiedlich strukturiert. Die Nordwand enthält in ihrem oberen Abschnitt das grobe, leicht vor die Wandflucht tretende Sockelmauerwerk des ehemaligen Torturms, darunter liegen helle Ziegel und Bruchsteine. In der westlichen Ecke befindet sich eine rundbogige Portalöffnung mit anlaufenden Steinstufen, von dort führte eine breite Stiege zum Hof hinauf, der heute vermauert ist. Süd- und Nordmauer des Kellers bestehen aus größeren, wohl vorher als Spolien verwendeten, hellen, glatten Sandsteinquadern anderer Herkunft als die des ehemaligen Wehrturmes. Der Kellerboden wurde vermutlich m 16. Jahrhundert mit Kieseln belegt.
Der kleine Weinkeller ist vom ehemaligen Durchgang zwischen Hof und Zwinger her zu betreten. An seinem oberen Zugang ist eine marmorne gotische Spolie eingebaut. Im Keller trägt eine Mittelstütze mit abgefasten Kanten vier Ziegel-Kreuzgratgewölbe aus leicht zugespitzten Tonnen. Zum angrenzenden tonnengewölbten Nebenraum führt ein rundbogiges, abgefastes Steingewände. Die Wände bestehen meist aus dunklen Granit-Bruchsteinen, gemischt mit Ziegeln. In der unteren Wandzone an der Nordwestecke des Schlosses wurden hellere Ziegel verwendet. Der Keller wird wegen des spätgotischen Zwickelmauerwerks im 15. bzw. in der ersten Hälfte des 16. Jahrhunderts entstanden sein. Die übrigen Kellerräumen haben Ziegeltonnen über leicht geböschten Sockelzonen, wohl ebenfalls aus dem 16. Jahrhundert.

### Treppentürme
Die beiden Treppentürme des Schlosses haben im Dachstuhl noch die originalen Gratgewölbe des 16. Jahrhunderts, der südöstliche ein Kreuzgratgewölbe, der nordwestliche ein achtteiliges Stichkappengewölbe. Die Stufen der Wendeltreppen sind aus Untersberger Marmor. Das Portal, die Holztüre mit Schmiedeeisenbeschlägen, Akanthus- und Maskendekor im Obergeschoß des südöstlichen Treppenturms sind dem 16./17. Jahrhundert zuzuschreiben.
Das Südstiegenhaus besitzt einen steilen einläufigen Anlauf, der sich nach oben verjüngt, ein repräsentativer Einbau des 19. Jahrhunderts nach 1826.
Er teilt sich in zwei halbrunde Arme, die im Obergeschoß in ein großzügiges Vestibül münden. Der ebenfalls halbrunde Abschluss des Vestibüls gegen den Treppenhausschacht, eine geschwungene Balustrade mit vier figürlichen Aufsätzen, ist von theatralischer, balkonartiger Wirkung. Die Balustrade des unteren Treppenlaufs hat ebenfalls vier Aufsätze mit je zwei klassizistischen Vasen am Anfang und am Ende des Anlaufes. Der Zugang vom Hof zum Treppenhaus ist über eine vierstufige dreiseitige Freitreppe unter der Veranda aus der Achse nach Norden gerückt. Der untere Treppenlauf ist mit preußischen Kappen überwölbt. Am Fuß bilden zwei toskanische Granitsäulen, verbunden durch einen Gurtbogen mit schmiedeeiserner Ampel und Blumendekor, eine Art Triumphbogenmotiv. Seitlich der Treppe befinden sich zwei rundbogige Fenster zum Treppenhausschacht. Der obere Anschluss des Anlaufes ist ein stichbogenförmiges Portal mit verglasten Flügeln. An der hofseitigen Wand ist ein monumentaler Spiegel innen mit Ätzglas (Murano) und außen mit aufwendiger Schnitzerei gerahmt.
Das obere Treppenpodest und das Vestibül sind mit einem Deckenspiegel, einem Lüster, einem olivfarbigen Ofen und einem Wandspiegel ausgestattet. Der Rahmen besteht aus kleeblattförmigen, sich überschneidenden Leisten, umgeben von einer einfachen Rundleiste mit Rosettenfries, in den Ecken etwas üppigeren Sternrosetten und in der Spiegelmitte ebenfalls kreisförmigen Rosetten. Der Lüster besteht aus schmiedeeisernen Ketten mit Glasleuchtern. Der Wandspiegel hat eine Holzrahmung; das Tischchen daneben mit Messingapplikationen stammt aus der spätbiedermeierlich-frühhistoristischen Zeit.

### Trakte
Die ehemalige Küche im Südtrakt des Erdgeschoßes dient gegenwärtig als Salon. Der Raum ist dreiachsig mit einem Vorraum und hat ein Tonnengewölbe mit Gurtbögen. Die heutige Ausstattung stammt aus dem Jahre 1925 und wurde seither mehrere Male leicht verändert. Im restlichen Teil des Erdgeschoßes befinden sich die Ausstellungsräume des Museums.
Der Westtrakt des Obergeschoßes ist durch eine Enfilade von fünf Räumen geprägt. Die ersten drei (von Norden) sind mit böhmischen Glaslüstern (etwa um 1825) und mit Türbeschlägen aus Messing aus der ersten Hälfte des 19. Jahrhunderts ausgestattet. In den beiden ersten Räumen befinden sich weiße schwedische Etagenöfen. Den vierten Raum, den sogenannten Konzertsaal schmückt ein Radlüster aus Holz, ebenfalls aus der ersten Hälfte des 19. Jahrhunderts. Er ist mit einem großen weißen Ofen auf Eisenfüßen mit Rokokodekor, einem Spiegel mit Goldrahmung und seitlichen, zum Lüster passenden Wandappliken ausgestattet. Den fünften Raum, das sogenannte Chinazimmer im Turm mit quadratischem Grundriss betritt man durch eine Bronzetür mit Lyradarstellung und Diana- und Apoll-Reliefs. Der Empireofen besitzt Keramikreliefs mit einem weiblichen Genius im Löwenwagen und Putten. Seitlich sind spätbiedermeierliche Kränze mit Pfeilen angebracht. Chinoiserien sind eine weitere dekorative Ausstattung des Raumes.
Die Veranda, die man vom oberen Vestibül aus betritt besteht aus einer Holzkonstruktion mit Zeltdach. Im Scheitel befindet sich eine gusseiserne Ampel. Auf dem einfachen Riemenboden steht ein Ecktischchen mit Löwenkonsolen.
Im Obergeschoß des Südtraktes hat ein kleines Speisezimmer eine Stuckdecke in frühhistoristischen Formen. Das anschließende Eckzimmer befindet sich neben dem Turm und über dem Linzer Tor. Es ist mit einem walzenförmigen weißen Empireofen mit Greifvogelfüßen und einer Aufsatzvase ausgestattet. Das südöstliche Eckzimmer besitzt einen schwedischen Etagenofen mit späthistoristischem barockisierendem Dekor in Weiß aus der zweiten Hälfte des 19. Jahrhunderts.

### Nebengebäude des Schlosses
Zum Besitz des Schlosses, welcher heute von der Kast’schen Gutsverwaltung administriert wird, gehörte ursprünglich eine Vielzahl an Nebengebäuden, die im Laufe der Zeit entweder abgetragen oder einer anderen Verwendung zugeführt wurden. Das sogenannte „Dienerhaus“ am steilen Aufgang vom Markt zum Schloss übernahm bei seinem Bau 1815 die Konskriptionsnummer 45 vom herrschaftlichen Mairhof, der im jetzigen Park stand und 1809 der Auseinandersetzung zum Opfer fiel. Der ehemalige „Saustall“ (Ebelsberg 19), der eigentlich ein schon 1526 erwähnter Meierhof war und seine Bezeichnung von dem dort ansässigen landwirtschaftlichen Betrieb des Schlosses erhielt, wurde renoviert und umgebaut, so dass später unter anderem ein Fahrradhändler und heute Mietwohnungen darin Platz finden. Das benachbarte „Häusl in der Leiten“ – 1839 von Marianna Kast angekauft – besteht heute nicht mehr, genauso wie das mit dem unterirdischen Mostkeller verbundene Presshaus im Schlosspark, das 1986 abgetragen wurde. Der dekorative Pressstein fand neben dem östlichen Schlosstor seine neue Verwendung.
Beim Eingang zu jener Parkanlage fallen des Weiteren zwei Gebäude auf: Das erste direkt beim Tor ist das unlängst erneuerte „Pförtnerhäusl“. Das zweite ist das etwas südlich gelegene „Gärtnerhäusl“ oder „Gartenhäusl“, das seine Bezeichnung u. a. der in den 1970ern hier ansässigen „Schlossgärtnerei Sandner“ (heute: Stiftsgärtnerei Sandner) bzw. seiner Lage verdankt. Es wurde allerdings zu Wohnzwecken adaptiert, denen es schon früher als Haus des Amtmannes gedient hat. Gegenwärtig lebt Prinz Auersperg darin. Die Stiege, welche von dort in den Markt führte, existiert heute nicht mehr. Im Markt selbst ist nur mehr das Haus 39 als eines von mehreren in Kast’schem Besitz verblieben. Der außerhalb gelegene Kremsmairhof gehört ebenso dazu, wie die in den 60er Jahren errichtete Reitsportanlage sowie das Ziegelhubgut.
An Grundeigentum sind nach Veräußerung der großen Besitzungen für Wohnbauzwecke noch zirka 30 ha Auland, mehrere verpachtete landwirtschaftliche Nutzflächen und Fischgewässer vorhanden.

### Wappen und Bauinschriften
Die Wappen von Schloss Ebelsberg wurden aus Legitimationsgründen des passauischen Rechtsanspruchs auf die Herrschaft Ebelsberg augenscheinlich auch bei Umbauten immer weiter tradiert. Bei der letzten Grunderneuerung 1825 wurden die als Bauinschriften geltenden Wappen nur teilweise neu angeordnet und durch zwei barockisierende Steine des Barons von Kast erweitert, der das heutige Ennser Tor und die Haupttreppe neu anlegen ließ.

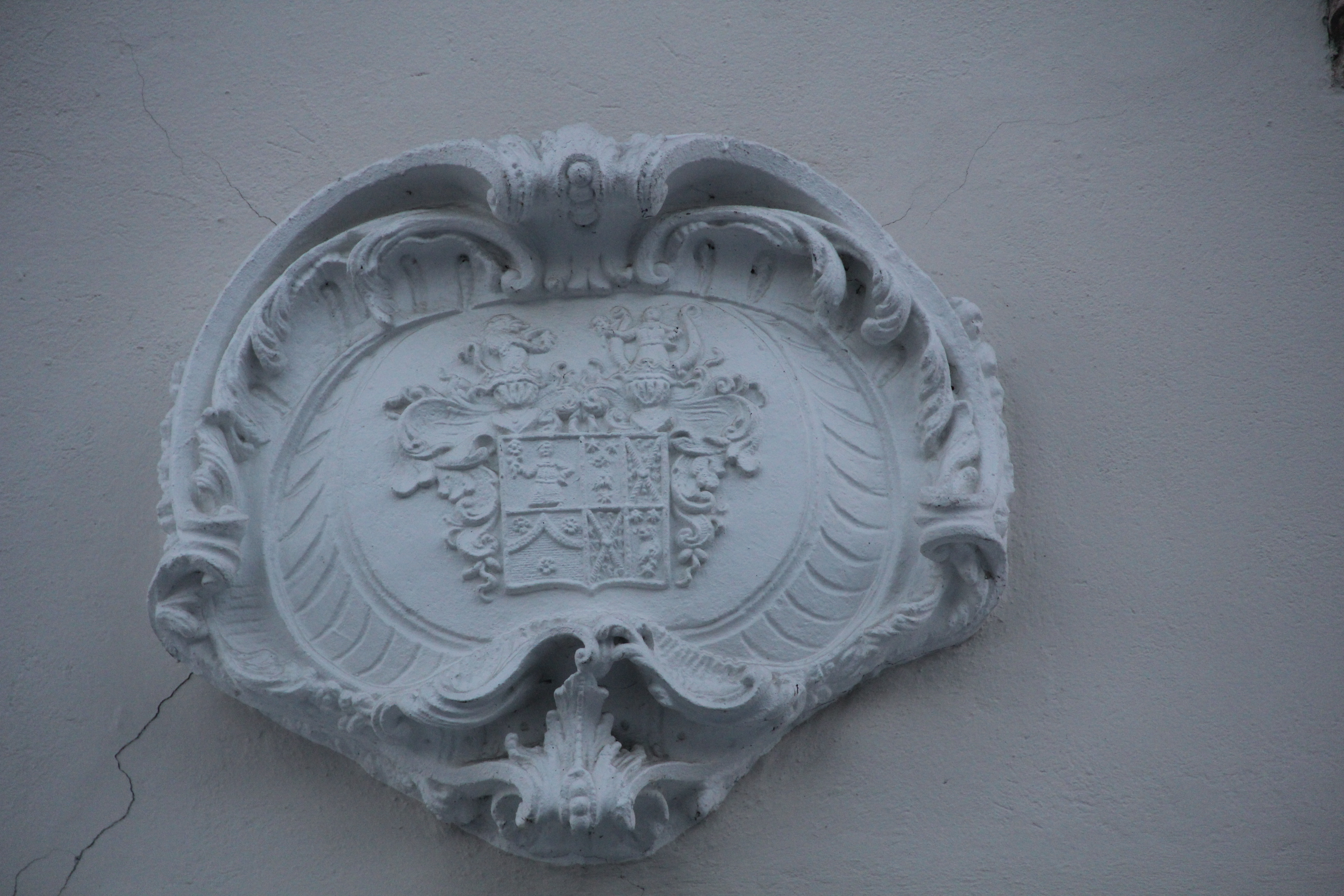
Wappen Baron v. Kast

Außen oberhalb des Ennsertores ist das Wappen von Baron v. Kast (nach 1825) als querovaler Wappenstein mit floraler, barocker Rahmung zu sehen. Das erste Geviert stellt eine stehende Figur in langem Gewand mit einer Blume in der Hand dar. Das zweite und das vierte sind gespalten und stellen vorn einen von drei Sternen begleiteten Tierkopf und hinten ein Schrägkreuz dar. Im dritten Geviert wird ein Sparren von drei Rosen begleitet. Außerdem enthält dieses Wappen zwei Helmziere. Die rechte ist ein Bügelhelm mit oberhalb linksgewandtem Löwen, die zweite Helmzier zeigt eine Figur mit einem Attribut in Rechtern zwischen zwei Hörnern (= Baron v. Kast). Ein ganz ähnlicher Wappenstein befindet sich im Hof über dem Stiegenportal.
Im Hof des Schlosses prägt das Doppelwappen von Bischof Georg von Hohenlohe das Bild. Auf dem südöstlichen Treppenturm im zweiten Geschoß befindet sich das Doppelwappen aus zwei glatten, zusammengesetzten und hochrechteckigen Platten. Die Wappen zeigen als unteren Abschluss eine reine Rundform, Stechhelme in Helmzier und ein gotisches Zaddelwerk. Auf dem ersten Wappen ist ein steigender (naturalistischer) Wolf mit waagerechtem Schweif zu sehen. Am zweiten Wappen sind zwei übereinander schreitende, den Betrachter anschauende Löwen mit untergeschlagenem Schwanz abgebildet. Die Helmzier bildet ein Adler mit einem weit über den Kopf gezogenen Flug (=Hohenlohe). Die Helmzier übertrifft die Größe der Schilde. Das Wappen befand sich auch 1668 an dieser Stelle.

## Heutige Nutzung der Anlage

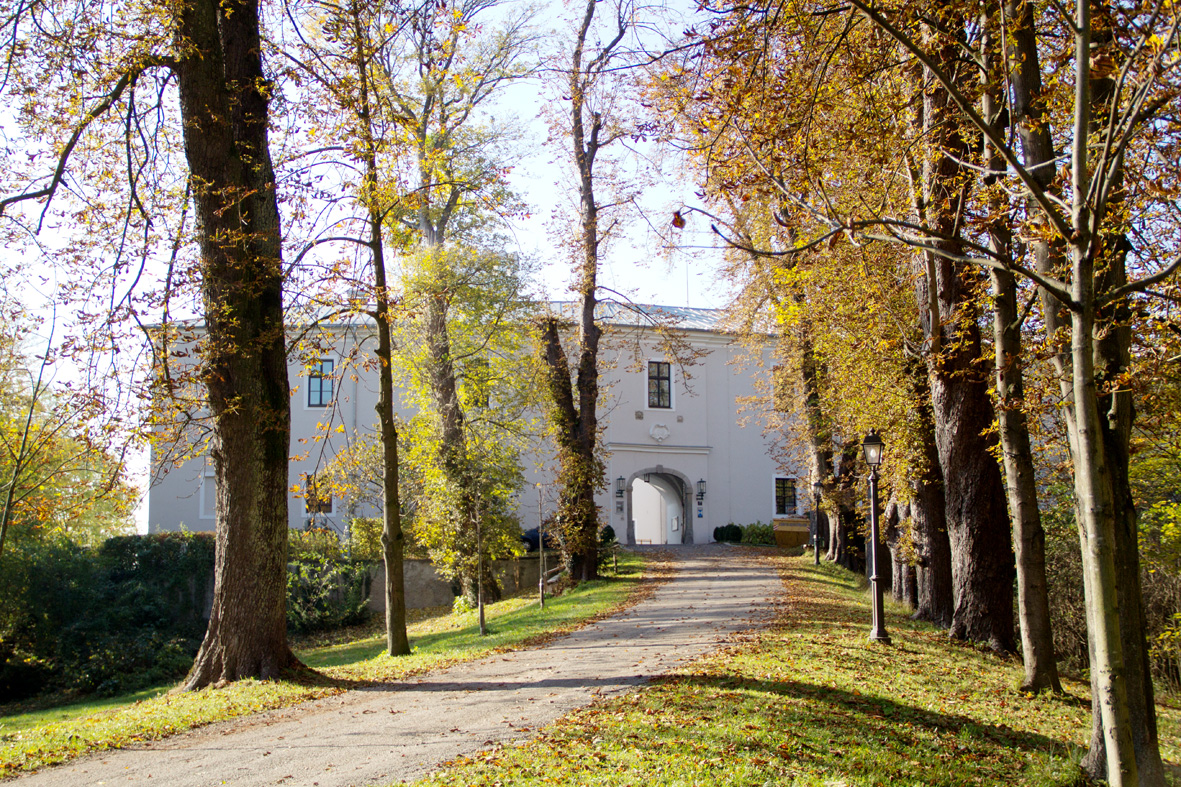
Schloss Ebelsberg Haupteingang

Heute ist das Schloss in Privatbesitz.

### Kulturverein Schloss Ebelsberg
Der Kulturverein Schloss Ebelsberg wurde 1977 mit dem Ziel gegründet, das Schloss und den Schlosspark instand zu setzen und die Anlage einer zeitgemäßen und sinnvollen Verwendung zuzuführen. Seit 1979 steht das Schloss unter der Leitung des Kulturvereins Schloss Ebelsberg der Öffentlichkeit für Ausstellungen, musikalische, volkstümliche und kulturelle Events, für standesamtliche Trauungen, Hochzeitsfeiern,  Seminare sowie Firmenveranstaltungen zur Verfügung. Zur Adventszeit findet im Schloss ein Weihnachtsmarkt statt.

### Ehemaliges Museum Schloss Ebelsberg
In der Waffensammlung, die vom Kulturverein Schloss Ebelsberg im Zusammenwirken mit der Kast’schen Gutsverwaltung betrieben wurde, waren Waffen aus den Beständen des oberösterreichischen Landesmuseums zu sehen.

Zwei Dauerausstellungen widmeten sich hauptsächlich dem Gefecht bei Ebelsberg im Jahr 1809 und der Kaiserlichen Marine im 19. und zu Beginn des 20. Jahrhunderts. Die Waffensammlung zeigte die Entwicklung der Waffen in Österreich und anderen europäischen Staaten während des 19. und 20. Jahrhunderts. Gegenstände dieser Ausstellung waren Gewehre, Maschinengewehre, Pistolen, Revolver und Blankwaffen. Die Marineausstellung zeigte ehemalige Schiffe aus der k. u. k. Kriegsmarine. Sie sollte an die Zeit erinnern, in der Österreich noch eine Seemacht war.

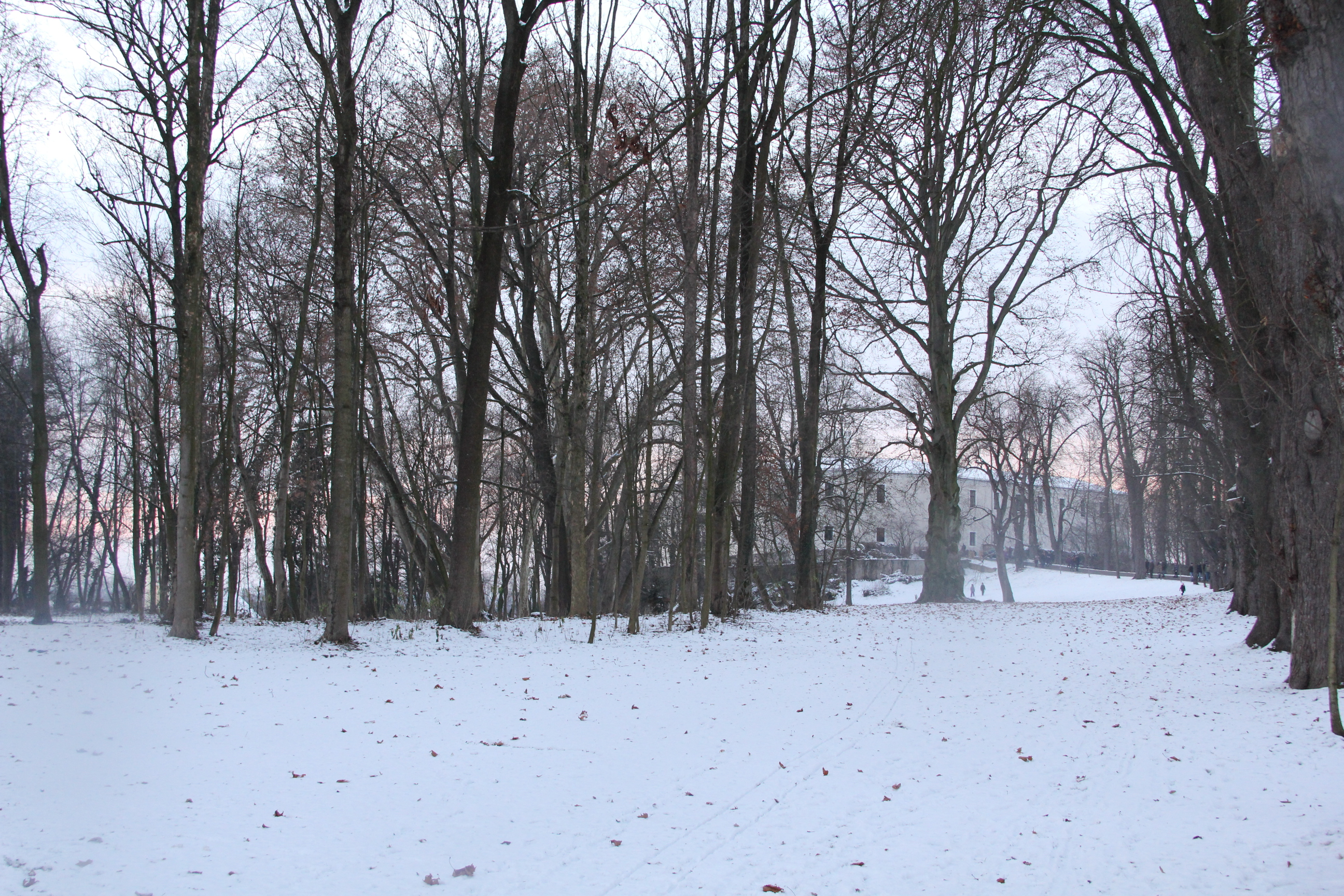
Schlosspark Winteraufnahme

Die wehrkundliche Sammlung kam Ende 2020 in ein Depot und übersiedelte 2021 in die Räumlichkeiten der ehemaligen Militärpfarre der Hiller-Kaserne in Ebelsberg.

### Schlosspark Ebelsberg
Nachdem Karl Theodor von Kast das Schloss erworben hatte, ließ er 1826 einen Park ostwärtig anlegen. Durch die Parkanlage führt eine Rosskastanienallee zum Torturm des Schlosses hinauf. Unter den Bäumen befinden sich wertvolle Arten, wie Buchsbaum, Winterlinde, Stieleiche, Tulpenbaum, Götterbaum, Strauchkastanie, Japanischer Schnurbaum und viele mehr. Seit 1890 beherbergt der Park auch ein Kriegerdenkmal zur Ehrung der Gefallenen im Gefecht um 1809.
Der vom Ortskern etwas abgeschieden gelegene Schlosspark wird als Erholungsgebiet nur zögerlich angenommen. Zukünftig soll sich das durch nicht genau ausgeführte Attraktivierungsmaßnahmen ändern.